# در جستجوی دوری
در جستجوی دوری (به انگلیسی: Finding Dory) نام یک پویانمایی رایانه‌ای سه‌بعدی در ژانر کمدی، ماجراجویی و درام تهیه شده توسط استودیو انیمیشن پیکسار و محصول سال ۲۰۱۶ است. این انیمیشن در واقع دنباله‌ای برای انیمیشن در جستجوی نمو محصول سال ۲۰۰۳ به‌شمار می‌رود. اندرو استنتون که کارگردانی قسمت قبل را انجام داده، در این قسمت نیز نویسندگی و کارگردانی عنوان را بر عهده دارد. شخصیت‌های قسمت قبل، همچون «نمو» «دوری» و «مارلین» در این قسمت نیز حضور دارند.
این انیمیشن به عنوان سومین فیلم پرفروش سال ۲۰۱۶ و چهارمین فیلم پرفروش انیمیشن در آن زمان، اکران سینمایی خود را به پایان رساند. این انیمیشن همچنین رکوردهای باکس آفیس متعددی از جمله بزرگترین افتتاحیه یک فیلم انیمیشن در آمریکای شمالی و پردرآمدترین فیلم انیمیشن در آمریکای شمالی را در آن زمان به نام خود ثبت کرد.

## داستان
داستان فیلم در خصوص «دوری» شخصیت فراموشکار است. زمان داستان یکسال بعد از پیدا کردن نمو و در سواحل کالیفرنیا رخ می‌دهد. دوری به یاد می‌آورد خانواده‌ای دارد که در آن سر دریا زندگی کنند و با کمک دوستانش به دنبال خانواده می‌گردد. اما سر از یک موسسه تحقیقات دریایی در میاورد و از دوستانش جدا می‌افتد. نمو و پدرش سعی در نجات او دارند.

## صداپیشگان
- الن دی‌جنرس (دوری)
- آلبرت بروکس (مارلین - پدر نمو)
- داین کیتن (جنی - مادر دوری)
- یوجین لوی (چارلی - پدر دوری)
- اد اونیل در نقش هنک
- کیتلین اولسون در نقش دستینی
- ادریس البا در نقش فلوک
- باب پیترسون در نقش آقای ری
- تای بورل (بلی)
- ویلم دفو (گیل)

## نمایش
در جستجوی دوری در تاریخ ۸ ژوئن ۲۰۱۶ در تئاتر ال کاپیتان لس آنجلس به نمایش درآمد و در ۱۷ ژوئن ۲۰۱۶ در سینماهای ایالات متحده آمریکا اکران شد. همچنین این انیمیشن در سینماهای آی‌مکس نیز اکران شد.